# Hans-Jürgen Hardtke
Hans-Jürgen Hardtke (* 29. Oktober 1944 in Falkenstein/Vogtl.) ist ein deutscher Ingenieur und emeritierter Hochschullehrer. Daneben ist er im sächsischen Naturschutz und auf den Gebieten der Botanik, der Mykologie und der Entomologie tätig.
Sein botanisch-mykologisches Autorenkürzel lautet „Hardtke“.

## Leben
Hans-Jürgen Hardtke studierte von 1963 bis 1969 Elektroakustik an der TU Dresden. Nach seinem Abschluss als Diplomingenieur war er zwischen 1969 und 1972 wissenschaftlicher Mitarbeiter bei Messelektronik Dresden und von 1972 bis 1979 wissenschaftlicher Assistent an der TU Dresden, Sektion Grundlagen des Maschinenwesens, im Wissenschaftsbereich Dynamik und Betriebsfestigkeit.
Im Jahr 1977 Hardtke absolvierte Hardtke mit der Dissertation Beiträge zur Identifikation mechanischer Systeme seine Promotion A und erlangte den Grad eines Doktoringenieurs. Von 1979 bis 1991 war er als Oberassistent tätig. Zwischen 1985 und 1986 folgte ein Studienaufenthalt am Institut für Thermodynamik in Prag.
Im Jahr 1987 erlangte er mit der Schrift Messwertverarbeitung und Identifikation maschinendynamischer Systeme die Promotion B. Diese wurde in Folge des Beitritts der DDR zur BRD 1991 in eine Habilitation umgewandelt. 1991 war Hardtke Bereichsleiter für Dynamik und Getriebetechnik am Institut für Festkörpermechanik der TU Dresden. Im selben Jahr wurde er zum apl. Professor berufen. Ab 1992 hatte Hardtke die Professur für Maschinendynamik und Schwingungslehre inne. Von 1992 bis 1994 war er Geschäftsführender Institutsleiter des Institutes für Festkörpermechanik, 1996 und erneut von 2003 bis zu seiner Pensionierung im Oktober 2009 Direktor dieser Einrichtung. Zwischen 1994 und 1997 hatte Hans-Jürgen Hardtke zusätzlich die Position des Dekans der Fakultät Maschinenwesen der TU Dresden inne. Von 1997 bis 2003 war er Prorektor für Universitätsplanung.
Hans-Jürgen Hardtke ist verheiratet und hat ein Kind.

## Wirken
Hans-Jürgen Hardtke war wesentlich an der Entwicklung der Identifikations- und Optimierungsverfahren in der Maschinendynamik beteiligt, was auch Thema seiner Promotion B ist. Somit trug er bedeutend an der Etablierung dieses Forschungsgebietes bei. Weitere Forschungsschwerpunkte sind die Modellierung von Biomaterialien, Entwicklung von Strukturen mit minimaler Schallabstrahlung und Schallfeldberechnung sowie die Rotordynamik.
Hans-Jürgen Hardtke war von 1994 bis 2003 im Senat der TU Dresden tätig. Seit 1991 ist er im Fakultätsrat der Fakultät Maschinenwesen der TU Dresden. Außerdem gehört er der Gesellschaft für Angewandte Mathematik und Mechanik (GAMM) und der Gesellschaft für Experimentelle Spannungsanalyse (GESA) an. Darüber hinaus ist Hardtke in der European Modal Analysis User’s Group (EMAUG) und im Verein Deutscher Ingenieure (VDI) im Bereich der Identifikation und Diagnostik tätig.
Hardtke ist seit 9. Februar 2001 ordentliches Mitglied in der Technikwissenschaftlichen Klasse an der Sächsischen Akademie der Wissenschaften und seit 18. Oktober 2002 ordentliches Mitglied der Deutschen Akademie der Technikwissenschaften (acatech).
Außerdem war er Vorsitzender der Arbeitsgemeinschaft sächsischer Botaniker und der AG sächsischer Mykologen. Von 2006 bis 2018 war Hardtke Vorsitzender des Landesvereins Sächsischer Heimatschutz; zuvor seit 1990 stellvertretender Vorsitzender des Vereins. Zwischen 1991 und 1998 war Hardtke Medienrat des Landes Sachsen und ist seit 1998 Mitglied der Versammlung für den privaten Rundfunk.

## Ehrungen
Für sein Engagement, Beziehungen mit Unternehmen, Gremien und ins Ausland aufzubauen, wurde Hans-Jürgen Hardtke im Jahr 2003 von der Anhui-Universität zum Professor h. c. ernannt.
Am 30. Mai 2015 wurde ihm von Landtagspräsident Matthias Rößler für seine Verdienste auf dem Gebiet der Natur- und Heimatpflege in Sachsen und seine Beteiligung an der Reform des Hochschullebens nach 1990 die Sächsische Verfassungsmedaille verliehen.
Am 28. Juni 2016 wurde Hans-Jürgen Hardtke mit der Goldenen Ehrennadel des NABU ausgezeichnet.

## Publikationen (Auswahl)

### Mechanik
- H.-J. Hardtke, B. Heimann, H. Sollmann: Lehr- und Übungsbuch Technische Mechanik II. Fachbuchverlag Leipzig im Carl Hanser Verlag, 1996
- E. Hering, K.-H. Modler (Hrsg.), H.-J. Hardtke: Grundwissen des Ingenieurs. Fachbuchverlag Leipzig, 2002

### Botanik und Mykologie
- P. Gutte, H.-J. Hardtke, E. Jäger, S. Jessen, S. Klotz, L. Meinunger, C. Peter, D. Schmidt, W. Schulz, H.-J. Schumann, O. Voigt, E. Weinert: Mitteilungen zur floristischen Kartierung. Martin-Luther-Universität Halle-Wittenberg, Sektion Biowissenschaften, 10. Jahrg. Heft 1/2, Oktober 1984. S. 1–93
- D. Benkert, H. Dörfelt, H.-J. Hardtke, G. Hirsch, H. Kreisel, G. J. Krieglsteiner, M. Lüderitz, A. Runge, H. Schmid, J. A. Schmitt, W. Winterhoff, K. Wöldecke, H.-D. Zehfuss: Rote Liste der gefährdeten Großpilze in Deutschland. Naturschutz Spezial. Eching 1992
- H.-J. Hardtke, P. Otto: Kommentierte Artenliste der Pilze des Freistaates Sachsen. Materialien zu Naturschutz und Landschaftspflege 1998. Sächsisches Landesamt für Umwelt und Geologie, Dresden 1998
- H.-J. Hardtke, A. Ihl (Hrsg.): Atlas der Farn- und Samenpflanzen Sachsens. Materialien zu Naturschutz und Landschaftspflege 2000. Sächsisches Landesamt für Umwelt und Geologie, Dresden 2000. ISBN 3-00-006983-6
- H.-J. Hardtke, F. Dämmrich, F. Klenke, T. Rödel: Pilze in Sachsen. 2 Bde. Landesamt für Umwelt, Landwirtschaft und Geologie, Dresden 2021